# Ollelewa
Ollelewa este o comună rurală din departamentul Tanout, regiunea Zinder, Niger, cu o populație de 75.003 locuitori (2001).